# Vavro Šrobár

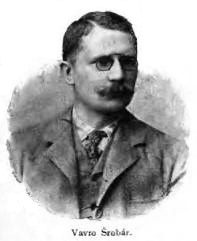

Vavro Šrobár (Lisková, 9 augustus 1867 - 6 december 1950) was een Slowaaks politicus. 
Hij was een student van Masaryk, medestichter van Tsjecho-Slowakije in 1918. Šrobár werd benoemd tot minister van Gezondheid en van Slowaakse zaken van Tsjecho-Slowakije. Zijn optreden wekte wrevel bij de Slowaakse, katholieke nationalisten zoals Andrej Hlinka. Ze verweten hem lutherse Slowaken voor te trekken en verzetten zich tegen het centralisme van de Eerste Tsjecho-Slowaakse Republiek. In twee jaar bouwde hij Bratislava uit tot hoofdstad en zette hij een bestuur op in Slowakije dat tot 1918 vanuit Hongarije was bestuurd.
Na de Tweede Wereldoorlog was hij de eerste voorzitter van de Slowaakse Vrijheidspartij, SSS (Slowaaks: Slovenská strana slobody), opgericht in 1946. Hij was van 1945 tot 1947 minister van Financiën en van 1948 tot 1950 minister van Eenheid van Wetten van Slowakije.